# 笹井末三郎
笹井 末三郎（ささい すえさぶろう、1901年2月10日 - 1969年1月12日）は、日本のアナキスト、任侠、映画人である。マキノトーキー製作所理事、荒虎千本組三代目組長を歴任した。

## 人物・来歴
1901年（明治34年）2月10日、京都府京都市右京区で材木運送業の千本組荒虎親分こと笹井三左衛門の三男として生まれる。笹井家は大日本国粋会西京支部の看板を掲げる家であった。
幼いころから文学を志し、旧制・同志社中学校（現在の同志社高等学校）在学中に雑誌投稿を重ねるうちに、中村還一と知り合い、アナキズムに触れる。1920年（大正9年）、大杉栄の「東京労働同盟会」機関紙『労働運動』第6号に活動家として名が挙げられる。末三郎は「労働運動京都支局」を名乗り、大杉のほか、久板卯之助、和田久太郎、近藤茂雄（神戸光）らがしばしば笹井家を訪問した。詩人の岡本潤、のちの大映社長の永田雅一は当時の末三郎の舎弟である。
1929年（昭和4年）、日活太秦撮影所が製作した溝口健二監督のサイレント映画『東京行進曲』に出演している。
1935年（昭和10年）、千本組が大道具を仕切ったマキノ・プロダクション総帥の牧野省三の長男、マキノ正博（のちのマキノ雅弘）がマキノトーキー製作所を設立する際に、撮影所用地調達に奔走、同社設立後は理事に就任した。影に日向に正博を支え、1936年（昭和11年）9月には同社を「マキノトーキー株式会社」に改組する。1937年（昭和12年）1月、アナキスト350人の大量検挙の際に逃亡、しばし行方を眩ます。
第二次世界大戦後の1949年（昭和24年）12月16日、二代目荒虎こと長兄の笹井静一が死去し、末三郎は三代目荒虎を襲名することとなった。のちに末三郎が千本組を解散させる。
1969年（昭和44年）1月12日、死去した。満67歳没。

## フィルモグラフィ
- 『東京行進曲』 : 監督溝口健二、原作菊池寛、日活太秦撮影所、1929年 - 出演

## 参考書籍
- 『千本組始末記』、柏木隆法、海燕書房、1992年 ISBN 4873190789
- 『映画界の黒幕 - アナキストやくざ笹井末三郎』、柏木隆法、『マージナル vol.9 - 漂白・闇・周辺をめぐる』、現代書館、1993年 ISBN 4768499694

## 註
1. ↑  東京行進曲、日本映画データベース、2010年2月4日閲覧。
2. 1 2 3  『映画渡世 天の巻 - マキノ雅弘自伝』、マキノ雅弘、平凡社、1977年 / 新装版、2002年 ISBN 4582282016）、初版 p.246、p.280、p.338-374の記述を参照。